# Felícia Fuster
Felícia Fuster i Viladecans (La Barceloneta, Barcelona, 7 de enero de 1921-París, 3 de marzo de 2012) fue una poetisa, pintora y traductora española residente en París desde 1951. Fue finalista al Premio Carles Riba en 1984 y al Premio Màrius Torres en 1997 y ganó en 1987 el Premio Vicent Andrés Estellés.

## Obra

### Poesía
- Trilogía:
  - Una cançó per a ningú i Trenta diàlegs inútils, Barcelona: Proa, 1984
  - Aquelles cordes del vent, Barcelona: Proa, 1987.
  - I encara. València: Eliseu Climent, Editor / Edicions 3i4, 1987
- Écume fêlée
- Au bout des os au bout des mots, 1989.
- Passarel•les/Mosaïques. Barcelona: Cafè Central, 1992.
- Versió original. Valencia: Germania, 1996
- Sorra de Temps Absent. Lérida: Pagès Editors, 1998
- Postals no escrites Barcelona: Proa, 2001

### Prosa
- "A dins a fora", Barceldones. Barcelona: Edicions de l’Eixample, 1989.

#### Ensayo
- "La poesía japonesa moderna", Revista de Catalunya, 1988, pp. 131-150.

### Traducciones
Del francés
- Marguerite Yourcenar: Obra negra [L'Œuvre au noir] Barcelona: Proa, 1984.

Del japonés
- Poesía japonesa contemporània, con Naoyuki Sawada. Barcelona: Proa, 1988.

Al japonés :
- Poesía catalana contemporània, con Naoyuki Sawada. Tokio: Shichosha, 1988.

## Obra plástica

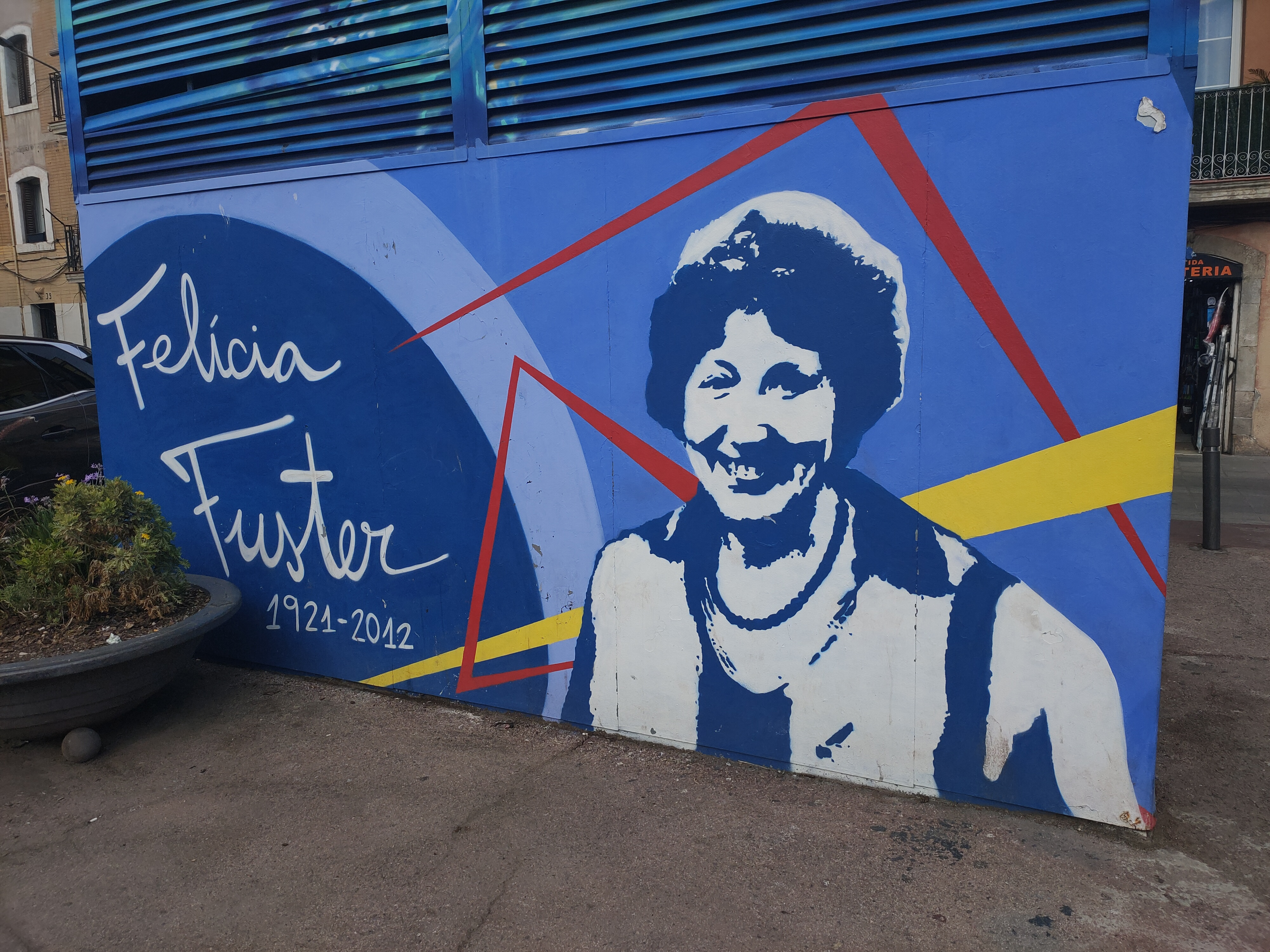
Mural de homenaje en el barrio de La Barceloneta.

- Nora Ancarola i Lola Donaire i Abancó (curadores): Felícia Fuster, obra plàstica. Fundació Felícia Fuster, 2008.